# Eclectofusus
Eclectofusus is een geslacht van weekdieren uit de klasse van de Gastropoda (slakken).

## Soort
- Eclectofusus dedonderi (Fraussen & Hadorn, 2001)